# Боллз, Эд
Э́двард Майкл Боллз (англ. Edward Michael Balls; род. 25 февраля 1967) — британский политик, член Лейбористской партии, в 2011—2015 годах — канцлер казначейства теневого кабинета.

## Ранние годы
Отец Боллза известный зоолог — профессор Майкл Боллз. Эдвард родился в Норидже, графство Норфолк, там же окончил начальную школу. Затем поступил в частную школу для мальчиков в Ноттингеме, где, кроме прочего, обучался игре на скрипке. С отличием окончил Оксфордский университет по специальности «Философия, политика и экономика», а затем получил стипендию имени Джона Ф. Кеннеди для обучения в Гарвардском институте государственного управления его имени.
Боллз вступил в Лейбористскую партию, когда ему было 16 лет. Во время обучения в Оксфорде был активным членом Лейбористского клуба. В это же время вступил в клуб консерваторов, чтобы посещать их лекции.

## Карьера
В начале карьеры писал для Financial Times (1990—1994), затем был назначен советником теневого министра Гордона Брауна (1994—1997).
После победы лейбористов на выборах 1997 года, Браун был назначен канцлером казначейства, а Боллз его экономическим советником. На этом посту он был назван «самым влиятельным не избранным политиком Британии». В это же время он участвовал в заседаниях Бильдербергского клуба, в 2001 и 2003 годах.
В 2004 Боллза выбрали, как кандидата в Парламент от лейбористской партии (представитель от Уэст-Йоркшира). Боллз отошёл от должности экономического советника канцлера казначейства, и перешёл работать в Институт Смита (Фабрика мысли Великобритании).

### Член Парламента
В 2005 году Боллз избран членом Парламента от округа в Уэст-Йоркшире, но последующая за выборами переделка границ округа привела к сокращению представителей мест в Парламенте. Таким образом Боллз лишился членства, хотя пытался отстаивать интересы в суде. Жена Боллза — Иветт Купер — также избрана членом парламента от того же округа. В 2007 году Боллза избрали членом Парламента от другого округа в Уэст-Йоркшире.

### Министр
В мае 2006 Боллза назначили секретарём казначейства — младшая должность в казначействе. После того как Гордон Браун стал премьер-министром 29 июня 2007 года, Боллза продвигают на должность Государственного секретаря по делам детей, образования и семьи. В этот период Боллз продвигает популярный закон об экзаменах в школах.
19 мая 2010 года Боллз объявил о том, что намерен выдвинуть свою кандидатуру пост лидера партии Лейбористов. Прошёл до третьего тура, но в итоге место лидера партии после четвёртого тура занял Эд Милибэнд. После поражения на выборах в одном из интервью Боллз сказал:

Не существует в мире политика, у которого качеств для того, чтобы стать великим лидером 10 из 10. Если бы я сказал, что исключаю для себя стать лидером Лейбористской партии, вы бы мне не поверили… Я мог бы получить свой шанс. Но я не могу. Я тот, который всегда будет поддерживать лидера.

С 11 мая 2010 по 8 октября 2010 — секретарь министерства образования теневого кабинета. С 8 октября 2010 по 20 января 2011 — секретарь Хоум-офиса теневого кабинета. С 20 января 2011 по 8 мая 2015 — канцлер казначейства теневого кабинета. Боллз потерял своё место члена парламента на выборах в 2015 году.

## Тривия
Боллз дважды избирался вице-канцлером Фабианского общества в 2006 и 2007 годах.
С детства страдал заиканием, но сумел побороть недуг.